# Tupaia miocenica
Tupaia miocenica és una espècie extinta de tupaia que visqué a Tailàndia durant el Miocè. L'única resta coneguda és una dent, concretament una segona molar superior, convertint aquesta espècie en una de les espècies de tupaia menys conegudes. Amb una longitud de 3,57 mil·límetres, es tracta d'una dent més llarga del que sol ser comú entre les tupaies. A la cantonada posterior lingual, la dent mostra una petita cúspide, l'hipocon, que es troba separada del protocon per una estreta depressió. La forma del seu hipocon, distingeix aquesta espècie de les altres tupaies. A més, trobem un altre tret característic, com és la presència d'un mesostil ben desenvolupat però senzill.

## Taxonomia
Aquesta espècie fou descrita el 1997 pels paleontòlegs francesos Pierre Mein i Léonard Ginsburg en un informe de fòssils de mamífers trobats a Li Mae Long, un jaciment tailandès del Miocè. L'animal només és conegut per una única dent, la qual segons les comparacions de Mein i Ginsburg és molt similar a les espècies vivents del gènere Tupaia. El nom específic, miocenica, es refereix a la presència de l'animal durant el Miocè. Només s'han trobat un pocs fòssils de tupaies, sent la Tupaia miocenica l'única espècie trobada a Tailàndia, així com l'únic representant de tupaia del Miocè,

## Descripció
L'única dent coneguda és un segon molar (M2) superior desgastat conegut amb el nom de T Li 175. És una dent llarga per ser la d'una tupaia, que fa 3,57 mm de llarg i 4,79 mm d'ample. Es tracta d'un dilambdodont (amb una superfície de mastegar en forma de W), té una superfície labial (el costat de les galtes) còncava i presenta una cresta cingular. A més, cal destacar la presència d'un petita cúspide ben desenvolupada, el mesostil, el qual el distingeix de la tupaia de cua emplomallada, l'únic membre de la família de tupaies Ptilocercidae. El costat lingual és estret. Del protocon, una cúspide gran que es troba a la cantonada frontal lingual, descendeixen dues crestes, una que va fins al paracon, en el costat frontal labial, i una altra que va fins al metacon, a la part posterior de la dent. A la cantonada posterior lingual destaca l'hipocon, una petita cúspide característica que permet distingir aquesta espècie de les espècies dels gèneres Dendrogale, Prodendrogale i Palaeotupaia, els quals no presenten aquesta cúspide, i dels gèneres Anathana i Urogale, els quals presenten un hipogen més gran. En aquesta espècie els costats lingual i posterior de l'hipocon són plans i formen un angle recte. Aquesta dent s'assembla més a les d'espècies del gènere Tupaia amb un hipocon simple, com la tupaia comuna (Tupaia glis). No obstant això, aquesta espècie és més petita i a diferència de la T. miocenica, l'hipocon no es troba aïllat del protocon per una esquetxa estreta.

## Distribució i ecologia
Li Mae Long, el jaciment on es va trobar la T. miocenica, data de finals del Miocè inferior, corresponent a la Biozona europea MN 4, fa uns 18 milions d'anys. Es troba a la província tailandesa de Lamphun. La fauna fòssil trobada inclou 34 espècies de mamífer, entre les quals es troben el tarser Tarsius thailandicus i el loris lent ? Nycticebus linglom. Mein i Ginsburg van concloure que la fauna representava un entorn de bosc tropical propera a un llac.